# 春日亀千尋
春日亀 千尋（かすがめ ちひろ、1959年7月30日 - ）は、東京都出身の女優。aiかんぱに〜所属。

## 人物
身長159cm。体重42kg。血液型B型。
趣味はスケート、乗馬、フラダンス。特技は吉村流小唄、日舞、合気道（三段）、三味線（新内節）、ジャズダンス。
かつて演劇集団 円研究所、劇団青年座養成所を経て、劇団紅座、国際青年演劇センター、オフィスゲンダイに所属していた。

## 出演作品

### テレビドラマ
- ドラマ23（TBS）
  - 「下町の空は茜色」（1988年）
- 水曜ロードショー / 江戸川乱歩傑作シリーズ「黒蜥蜴」（1990年、TBS）
- 大江戸捜査網 第1話（1991年、テレビ東京）
- 鬼嫁日記 いい湯だな 第5話（2007年、関西テレビ）
- 探偵Xからの挑戦状!（2009年、NHK総合テレビジョン）
  - Season1 第6話
  - Season2 第2話
- 仮面ライダーW 第9話（2009年、テレビ朝日） - 依頼者
- さくら心中 第11話（2011年、東海テレビ） - 主婦
- 遺留捜査 第7話（2011年、テレビ朝日） - 主婦
- タイムスクープハンター 第5話（2011年、NHK）
- 金曜ナイトドラマ（テレビ朝日）
  - 13歳のハローワーク 第4話（2012年） - 主婦
  - 天使と悪魔-未解決事件匿名交渉課- CASE 2（2015年）
  - 女子高生の無駄づかい（2020年）
- 月曜ゴールデン / 宮部みゆき・4週連続「極上」ミステリー「レベル7」（2012年、TBS） - 老婆の身内
- ポプラの秋（2012年、東海テレビ）
- 木曜ドラマ / おトメさん 第7話（2013年、テレビ朝日） - 旅館の女将
- 明日の光をつかめ -2013 夏- 第30話（2013年、東海テレビ） - 女性客
- 特捜9 第1話（2021年、テレビ朝日） - 小川まさみ
- 愛と激情の嵐

### テレビ番組
- オフレコ!（TBS）
- 土曜スペシャル / 「誕生」（テレビ東京）

### 映画
- あげまん（1990年、東宝） - 受付の女の子
- どろろ（2007年、東宝）
- 全然大丈夫（2008年、スタイルジャム）
- 砂時計（2008年、東宝）
- クローンは故郷をめざす（2009年、アグン・インク）

### 舞台
- ハンガリー公演「薮の中」
- 浪漫亭企画「おつむてんてん」
- 帝国劇場「喧嘩三味線」※デビュー作[3]
- 演舞場
  - 「好色一代男」
  - 「浪速の恋歌」
- 劇団The30's
  - 「es-命 -」
  - 「OLIVEDRAB」
  - 「彼女」
  - 「Something Four」
  - 「Smoky Chat」
  - 「会話する人」

### VP
- 第一生命保険
- JR東海 「新幹線乗務」
- 東京海上日動火災保険